# Рот, Луи
Луи Рот (фр. Louis нем. Roth, настоящее имя Людвиг Рот; 20 апреля 1843, Вена — 28 сентября 1929, Баден) — австрийский композитор и дирижёр. Брат Франца Рота.
Получил музыкальное образование как пианист. С 1874 г. работал в Вене как хоровой дирижёр, затем также как дирижёр оперетты, осуществил премьеры ряда сочинений Иоганна Штрауса-сына, Карла Миллёкера, Франца Зуппе. Сам написал ряд оперетт, начиная с «Дон Кихота» (1879, совместно с Максом фон Вайнцирлем). С 1884 г. штатный дирижёр и композитор Фридрих-Вильгельм-Штадтского театра в Берлине, из работ для этой сцены наибольшего успеха достигла оперетта «Маркиз фон Риволи» (1884, совместно с Рихардом Жене). Роту принадлежит также фортепианное переложение оперетты Штрауса-сына «Ябука, или Праздник плодов».